# Desiderio Tello
Desiderio Tello är en ort i Argentina.   Den ligger i provinsen La Rioja, i den centrala delen av landet, 800 km nordväst om huvudstaden Buenos Aires. Desiderio Tello ligger 613 meter över havet och antalet invånare är 733.
Terrängen runt Desiderio Tello är platt, och sluttar österut. Trakten runt Desiderio Tello är nära nog obefolkad, med mindre än två invånare per kvadratkilometer.. Desiderio Tello är det största samhället i trakten.
Omgivningarna runt Desiderio Tello är i huvudsak ett öppet busklandskap.